# Alias (telessérie)
Alias (bra: Alias - Codinome Perigo; prt: A Vingadora) é uma série de televisão norte-americana de ficção e espionagem, criada por J. J. Abrams. A série foi transmitida pela primeira vez a 30 de setembro de 2001 pela ABC até 22 de maio de 2006, e nela Jennifer Garner interpreta Sydney Bristow, uma agente-dupla da CIA.

## Sinopse
Sydney Bristow foi recrutada pela SD-6, que seria um departamento secreto da CIA, enquanto estava na faculdade. Ela deveria manter segredo sobre seu trabalho, mas acabou contando para seu noivo Danny e ele foi assassinado logo em seguida. Desconfiada e buscando descobrir como e porque Danny morreu, acabou descobrindo que trabalhava para o inimigo que pensou combater. Magoada ao descobrir o verdadeiro assassino, resolveu procurar a ajuda da verdadeira CIA para acabar com a SD-6. Com sua admissão na CIA, seu contato, o agente Michael Vaughn, lhe revela a existência de uma outra pessoa infiltrada na SD-6: Jack Bristow, seu pai, um homem que ela mal conhece.
Muitas missões relacionadas com artefatos de Rambaldi e a "famosa" profecia da página 47, escrita por ele 500 anos atrás, Sydney acaba conhecendo melhor o seu pai e descobrindo que nem tudo em sua vida era o que imaginava.
Durante a série, Sydney enfrenta um grande dilema: não saber em quem confiar.
Seus melhores amigos são Will Tippin, um repórter que, ao perder seu amigo Danny (noivo de Sydney), começa a investigar melhor o crime e descobre muito mais do que deveria; e Francie, sua confidente, mas que não sabe o principal segredo de Sydney, que ela trabalha para CIA. Muitas vezes o seu trabalho é questionado por seus amigos, que acreditam que ela se dedica demais ao banco (seu trabalho fictício) e tentam convence-la a mudar de vida.

## Elenco
Alias mistura os personagens mais distintos da vida de Sidney, mas que, de alguma forma ou outra se envolveram no ramo da espionagem.
- Sidney Bristow (Jennifer Garner): Uma estudante de Los Angeles. Secretamente ela é uma agente da SD-6, o que Sidney pensa ser uma divisão da CIA. Seu noivo é morto no episódio piloto e ela descobre que a SD-6 não é parte da CIA, mas sim de uma rede criminosa mundial, conhecida como "Aliança dos 12". Então ela se torna uma agente-dupla da verdadeira CIA.

- Jack Bristow (Victor Garber): O pai de Sidney Bristow e também um agente duplo da CIA dentro da SD-6. Seu relacionamento com sua filha é problemático.

- Arvin Sloane (Ron Rifkin): Ele é o chefe da SD-6, o antagonista da série. Antigamente ele era um agente leal da CIA que se desvirtuou graças a sua obsessão por um profeta do século XV.

- Michael Vaughn (Michael Vartan): O contato de Sidney na CIA e mais tarde seu parceiro. Ele e Sidney compartilham uma atração mútua que até se transforma em um relacionamento.

- Will Tippin (Bradley Cooper): Um repórter local e também um dos melhores amigos de Sidney. Após a morte do noivo de Sidney, ele começa a investigar o caso e descobre a existência da SD-6. Por fim, ele é transferido para analista da CIA.

- Francie Calfo (Merrin Dungey): Outra melhor amiga de Sidney. Ela é colega de quarto e também colega de Sidney em sua faculdade.
- David McNeil (Ken Olin).

## Produção
O seriado foi produzido pela Touchstone Television e Bad Robot Productions, na área da Grande Los Angeles.
- J.J Abrams - Produtor Executivo
- John Eisendrath – Produtor Executivo (Temporadas 1–3)
- Alex Kurtzman – Produtor Executivo (Temporadas 2–3)
- Roberto Orci – Produtor Executivo (Temporadas 2–3)
- Jeffrey Bell - Produtor Executivo (Temporadas 4-5)
- Jeff Pinkner – Produtor Executivo (Temporadas 5)
- Jesse Alexander – Produtor Executivo (Temporadas 5)
- Ken Olin – Produtor Executivo (e diretor)
- Michael Giacchino – Compositor
- Michael Haro – Produtor Coordenativo

## Audiência
| Temporada | Horário       | Season Premiere        | Season Finale      | Temporada | Audiência Geral (em milhões) |
| --------- | ------------- | ---------------------- | ------------------ | --------- | ---------------------------- |
| 1         | Domingo - 21h | 30 de setembro de 2001 | 12 de maio de 2002 | 2001–2002 | 9,7                          |
| 2         | Domingo - 21h | 29 de setembro de 2002 | 4 de maio de 2003  | 2002–2003 | 9,0                          |
| 3         | Domingo - 21h | 28 de setembro de 2003 | 23 de maio de 2004 | 2003–2004 | 8,2                          |
| 4         | Quarta - 21h  | 5 de janeiro de 2005   | 25 de maio de 2005 | 2005      | 10,3                         |
| 5         | Quinta - 20h  | 29 de setembro de 2005 | 22 de maio de 2006 | 2005–2006 | 9,5                          |

## Recepção da crítica
Em sua primeira temporada, Alias teve recepção geralmente favorável por parte da crítica especializada. Com base de 28 avaliações profissionais, alcançou uma pontuação de 76% no Metacritic. Por votos dos usuários do site, atinge uma nota de 8.0, usada para avaliar a recepção do público.